# 김할머니 사건
김할머니 사건은 대한민국에서 존엄사의 허용 여부가 논쟁이 된 사건이다.

## 배경
김할머니는 2008년 2월 폐암 조직검사를 받다가 과다출혈로 식물인간이 되었다. 자녀들은 김할머니의 인공호흡기등 연명치료의 중단을 요구하여(영양제공 중단은 요구하지 않았다) 재판끝에 2009년 5월 21일 대법원에서 승소했다. 김할머니는 인공호흡기를 뗀 뒤에도 튜브로 영양을 제공받으면서 생존하다가 2010년 1월 10일 사망했다.

## 대법원의 판결
식물인간 상태인 고령의 환자를 인공 호흡기로 연명하는 것에 대하여 질병의 호전을 포기한 상태에서 현 상태만을 유지하기 위하여 이루어지는 연명치료는 무의미한 신체침해 행위로서 오히려 인간의 존엄과 가치를 해하는 것이며, 회복 불가능한 사망의 단계에 이른 환자가 인간으로서의 존엄과 가치 및 행복추구권에 기초하여 자기결정권을 행사하는 것으로 인정되는 경우에는 연명치료 중단을 허용할 수 있다. (2009년 5월 21일 대법원 판결)
이 판례는 연명 치료가 무의미하고 환자의 의사가 추정되는 경우로 제한하기는 하였으나 사실상 존엄사를 인정한 첫 판례라는 의의를 가지고 있다.

«참고»
```
“모든 국민은 인간으로서의 존엄과 가치를 가지며, 행복을 추구할 권리를 가진다. 국가는 개인이 가지는 불가침의 기본적 인권을 확인하고 이를 보장할 의무를 진다“   -대한민국 헌법 제10조-
```

이 법은 모든 기본권의 종국적 목적이자 기본이념이라 할 수 있는 개인의 인격권과 행복추구권을 보장하고 있다. 그리고 개인의 인격권, 행복추구권에는 개인의 자기운명결정권이 전제되어 있고, 이러한 자기운명결정권에는 환자가 자기의 생명과 신체의 기능을 어떻게 유지하는가에 대하여 스스로 결정하는 권리 또한 포함되어 있다.

## 헌법재판
혹은 '연명치료 중단 등에 관한 법률'의 입법부작위 사건은 입법부작위 위헌확인을 구한 대한민국 헌법재판소 판례다. 김할머니의 가족들이 연명치료를 중단해 김할머니가 존엄하게 죽을 수 있도록 하고자 위헌확인 헌법소원심판을 청구한 사건이다.

### 사실관계
김할머니는 지속적 식물인간상태에 있으면서 병원의 중환자실에서 인공호흡기를 부착한 채 살고 있었는데 할머니의 자녀들인 청구인은 연명치료의 중단을 요청하였으나 병원 주치의 등은 위 요청을 거부하였다. 이에 청구인들은 '헌법상 기본권으로서 무의미한 연명치료에서 벗어나 자연스럽게 죽음을 맞이할 권리가 있다 할 것인데, 국회가 이를 보호하기 위한 입법의무를 이행하지 아니한 결함이 있어 청구인들의 인간의 존엄과 가치, 행복추구권, 재산권 등을 침해하였다'고 주장하며 헌법소원심판을 청구하였다. 주문 결과 청구인들의 심판청구를 모두 각하하였다.

### 이유
죽음에 임박한 환자의 연명치료 중단에 관한 자기결정은 생명단축과 관련된 결정이므로 이를 기본권으로 인정하는 것은 필연적으로 생명권 보호에 관한 헌법적 가치질서와 충돌하는 문제를 이야기한다. 헌법 제10조에서 규정하고 있는 인간의 존엄과 가치 및 행복을 추구할 권리는 생명권 못지 않게 우리 헌법상 최고의 가치를 이루고 있다 할 것이므로 죽음에 임박한 환자의 생명은 그의 인간으로서의 존엄과 가치 및 행복을 추구할 권리에 부합하는 방식으로 보호되어야 한다. 비록 연명치료 중단에 관한 결정 및 그 실행이 환자의 생명단축을 초래한다 하더라도 이를 생명에 대한 임의적 처분으로서 자살이라고 평가할 수 없고, 오히려 인위적인 신체침해 행위에서 벗어나서 자신의 생명을 자연적인 상태에 맡기고자 하는 것으로서 인간의 존엄과 가치에 부합한다.  그렇다면 환자가 장차 죽음에 임박한 상태에 이를 경우에 대비하여 미리 의료인 등에게 연명치료 거부 또는 중단에 관한 의사를 밝히는 등의 방법으로 죽음에 임박한 상태에서 인간으로서의 존엄과 가치를 지키기 위하여 연명치료의 거부 또는 중단을 결정할 수 있다 할 것이고, 위 결정은 헌법상 기본권인 자기결정권의 한 내용으로서 보장된다.

## 병원비 소송
김할머니 유족들은 연명치료 중단 요구 이후 발생한 치료비를 부담할 수 없다고 주장했다. 2016년 1월 대법원은 1심 판결 이전 치료비는 모두 부담해야하고 1심 판결 이후 치료비중 인공호흡기를 제외한 치료비(급식 튜브, 약물 주사 등)는 유족이 부담해야한다고 판결했다.

## 같이 보기
- 존엄사
- 안락사
- 테리 샤이보 논란
- 서울특별시 보라매병원: 보라매병원 사건